# Henry (film, 2011, England)
Pour les articles homonymes, voir Henry (film) et Henry.
Pour plus de détails, voir Fiche technique et Distribution.
Henry est un film québécois de court métrage réalisé par Yan England, sorti en 2011. 
Ce film, qui traite de la maladie d'Alzheimer, a été nommé aux Oscars 2013,.

## Synopsis
Henry est un pianiste âgé de 84 ans marié à une violoniste prénommée Maria. S'arrêtant prendre un café, il rencontre une femme ainsi qu'un homme qui lui annonce que Maria est en danger.
Sa vie se voit alors bouleversée. Une série de retours en arrière lui font retrouver les étapes cruciales de sa vie alors qu'il doit passer au travers de sa maladie d'Alzheimer.

## Fiche technique
- Distribution : Gonella Productions

## Distribution
- Gérard Poirier - Henry
- Louise Laprade - Maria
- Marie Tifo - Dame #1 (Nathalie)
- Hubert Lemire - Le jeune Henry
- Ariane-Li Simard-Côté - La jeune Maria